# Фальконе, Аньелло
Аньелло (Аниэлло) Фальконе (итал. Aniello Falcone; 15 ноября 1600, Неаполь — 14 июля 1656, Неаполь) — итальянский живописец и гравёр эпохи барокко неаполитанской школы, известный баталист, современник Диего Веласкеса, с которым его часто сравнивают за выразительность работ.

## Биография
Аньелло Фальконе родился в семье живописца и позолотчика Винченцо Фальконе (? —1648) и его жены Джованны де Лука. Он был родственником живописцев и архитекторов Никола и Пьетро Фальконе; его двоюродный дед — скульптор Андреа Фальконе (ок. 1630—ок. 1675), зять — неаполитанский живописец Филиппо Витале.
Аньелло рано проявил свои художественные способности. Учился в Неаполе у Хосе де Риберы, прославился искусством изображать сражения, вследствие чего получил прозвание «Оракул сражений» (Oracolo delle bataglie).
Фальконе своими картинами сумел привлечь внимание фламандского коллекционера и торговца Гаспара Ромера. Так Фальконе стал одним из художников, получавших заказы от короля Испании Филиппа IV, владевшего тогда Неаполем, в частности заказ на создание серии картин из древнеримской истории для дворца Буэн-Ретиро близ Мадрида (совместно с Вивиано Кодацци; дворец не сохранился).
В своей неаполитанской мастерской Аньелло Фальконе обучал молодых художников приёмам живописи. Среди его учеников были Сальватор Роза, Карло Коппола, Паоло Порпора, Андреа ди Леоне, Доменико Гарджуло.
Убийство испанцами одного из его родственников побудило Фальконе примкнуть к вооружённому отряду, известному под названием «Общество смерти» (Compania della morte) и участвовать в восстании Мазаньелло с целью «убить всех испанцев». После неудачи восстания художник бежал во Францию. Когда Неаполитанское королевство, после почти года революции, вернулось под власть Испании, бывшая мастерская Фальконе перешла к Луке Джордано.
Фальконе вместе с Сальватором Розой отправился в Рим, где его работы заметил Боргоньоне (Фоссано) и стал его другом, а француз уговорил его поехать во Францию, где Людовик XIV стал одним из его покровителей. В конце концов первый министр Жан-Батист Кольбер принял просьбу художника вернуться в Неаполь, где он умер во время эпидемии чумы 1656 года.

## Творчество
Фальконе изображал динамичные и захватывающие сцены сражений, его считают одним из самых выдающихся художников батального жанра за всю его историю. Прозвание «Оракул сражений» дал ему Лука Джордано. Известность художника привлекла к нему внимание аристократических заказчиков, а также благосклонность со стороны церкви и монашеских орденов, например доминиканцев, которые заказывали изображения эпизодов побед христианства над неверными. В эти годы в творчестве неаполитанских художников значительными были влияния Караваджо, что также отразилось на характере произведений Фальконе.
Помимо живописи Аньело Фальконе занимался гравюрой в технике офорта, всего известно около двадцати офортов его работы.
Картины и офорты Фальконе приобретали многие коллекционеры того времени. Помимо Гаспара Румера — принцы Караччоло из Авеллино, Ферранте Спинелли, принц Тарсии, Чезаре Фиррао, принц Сант-Агаты. Гаспар Румер в 1647 году поручил художнику написать фрески на своей «Вилле Бизиньяно» (Villa Bisignano) в Неаполе. Фальконе написал большую «Батальную сцену» и «Истории из жизни Моисея» (эти работы фактически составляют единственные фресковые произведения художника). Картина, изображающая столкновение турок с христианской конницей, входила в коллекцию Людовика XIV во Франции, ныне хранится в парижском Лувре.
Итальянский историк искусства Роберто Лонги, анализируя стиль живописи Аньелло Фальконе на предмет качеств натурализма, выразительности и пафоса, всецело отнёс искусство художника к караваджизму. Р. Лонги также первым сблизил Фальконе с Диего Веласкесом, начиная с изучения картины «Драка в испанском посольстве», созданного севильским живописцем в 1630 году.

## Галерея

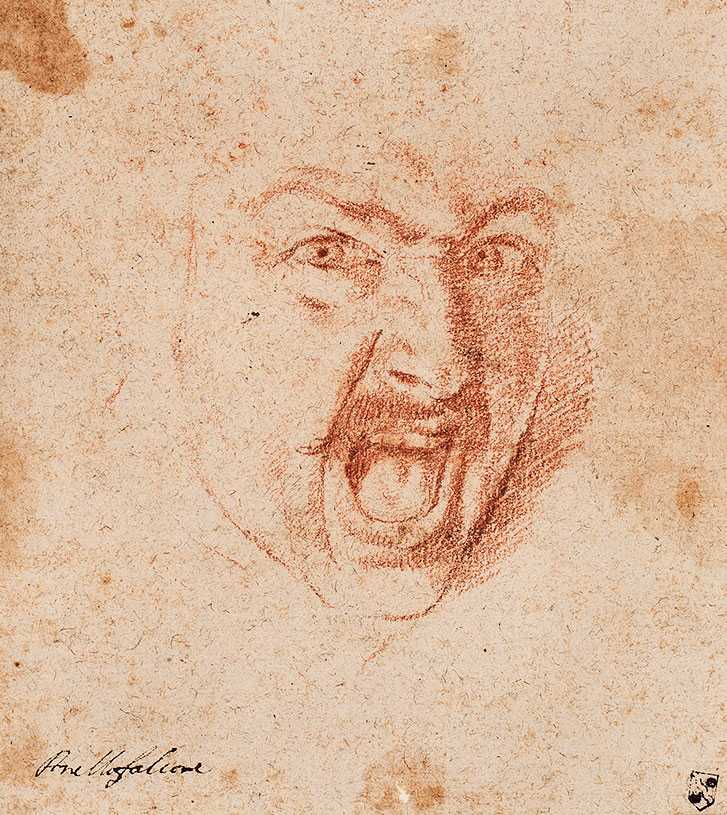
Голова кричащего воина. Ок. 1640. Бумага, сангина. Бременская художественная галерея
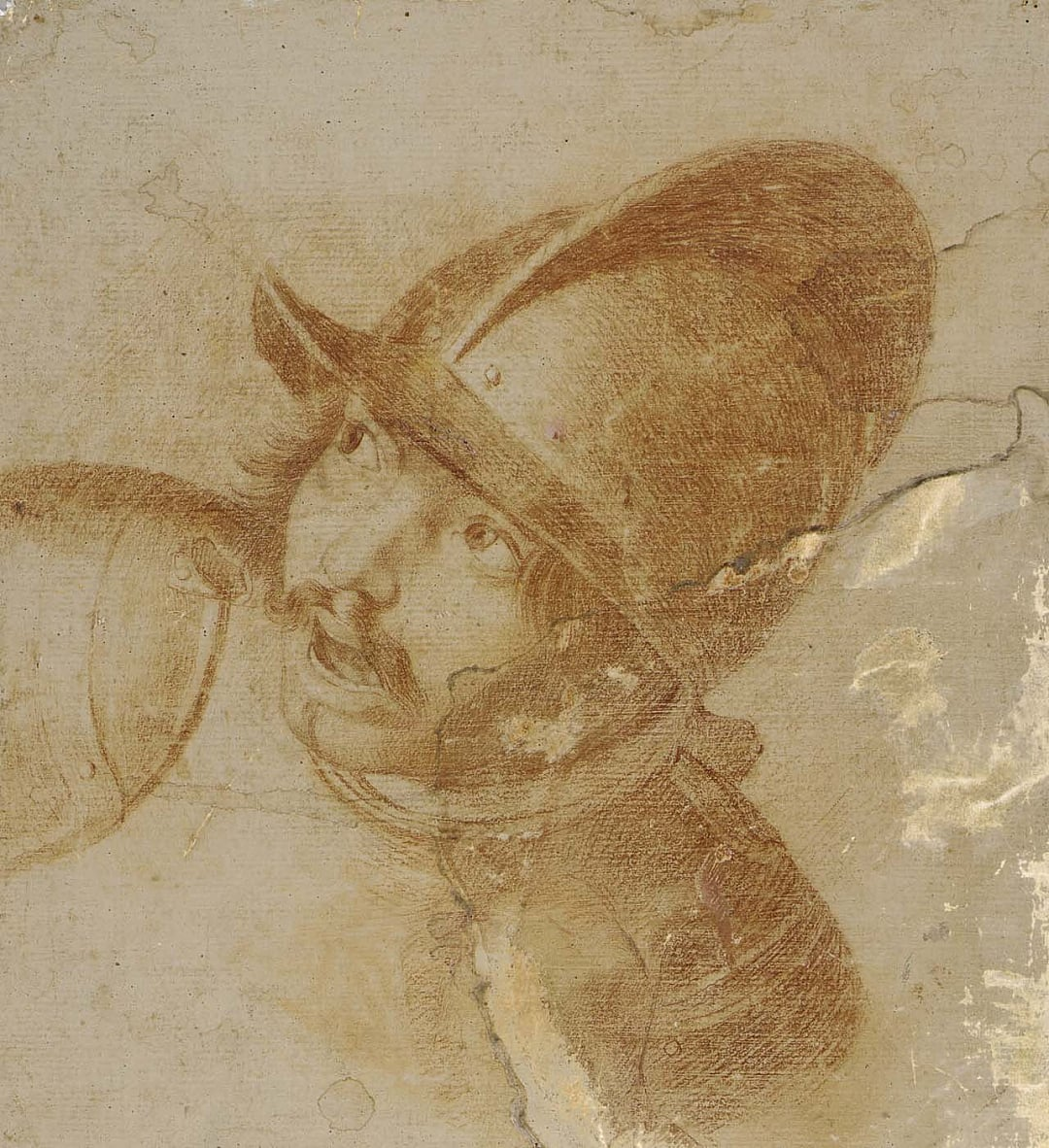
Голова солдата в шлеме. Бумага, сангина. Смитсоновский музей американского искусства, Вашингтон
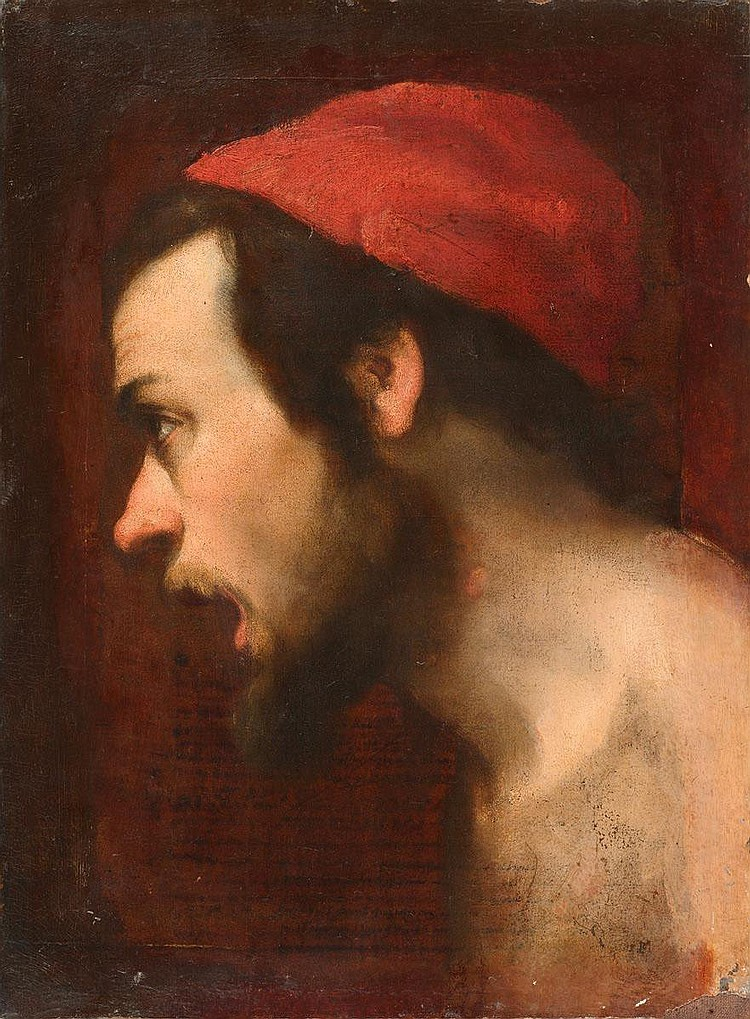
Портрет Мазаньелло
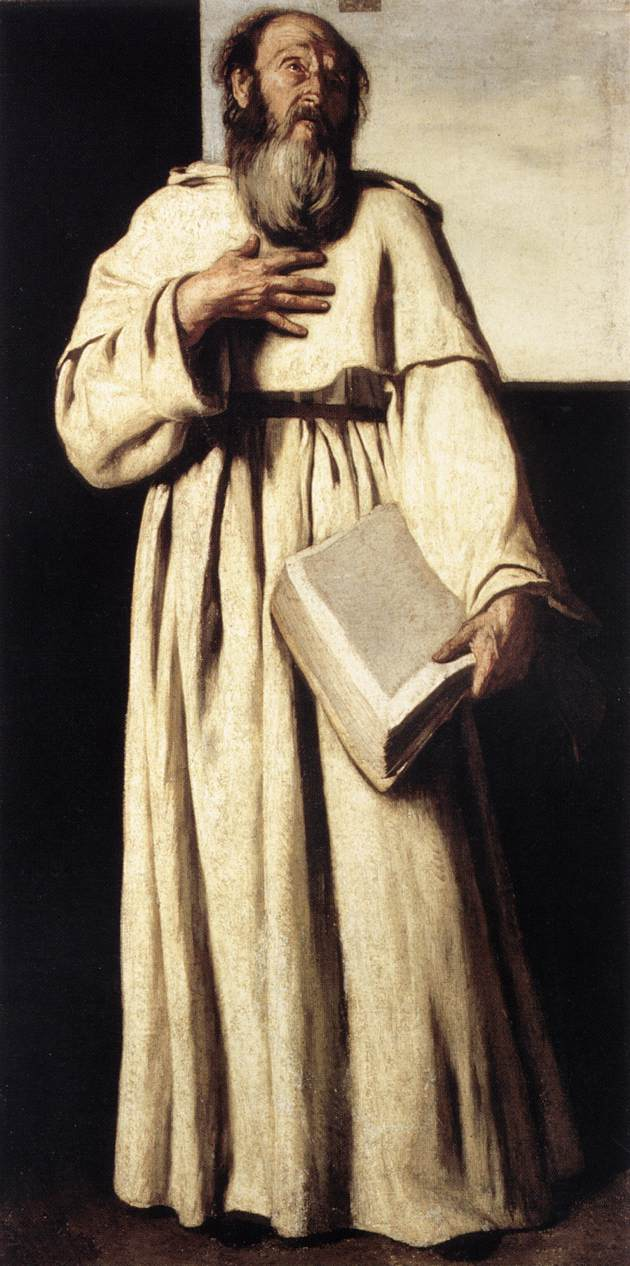
Отшельник. Ок. 1650. Холст, масло. Палаццо Барберини, Рим
Батальная сцена. Холст, масло. Национальный музей Швеции. Стокгольм
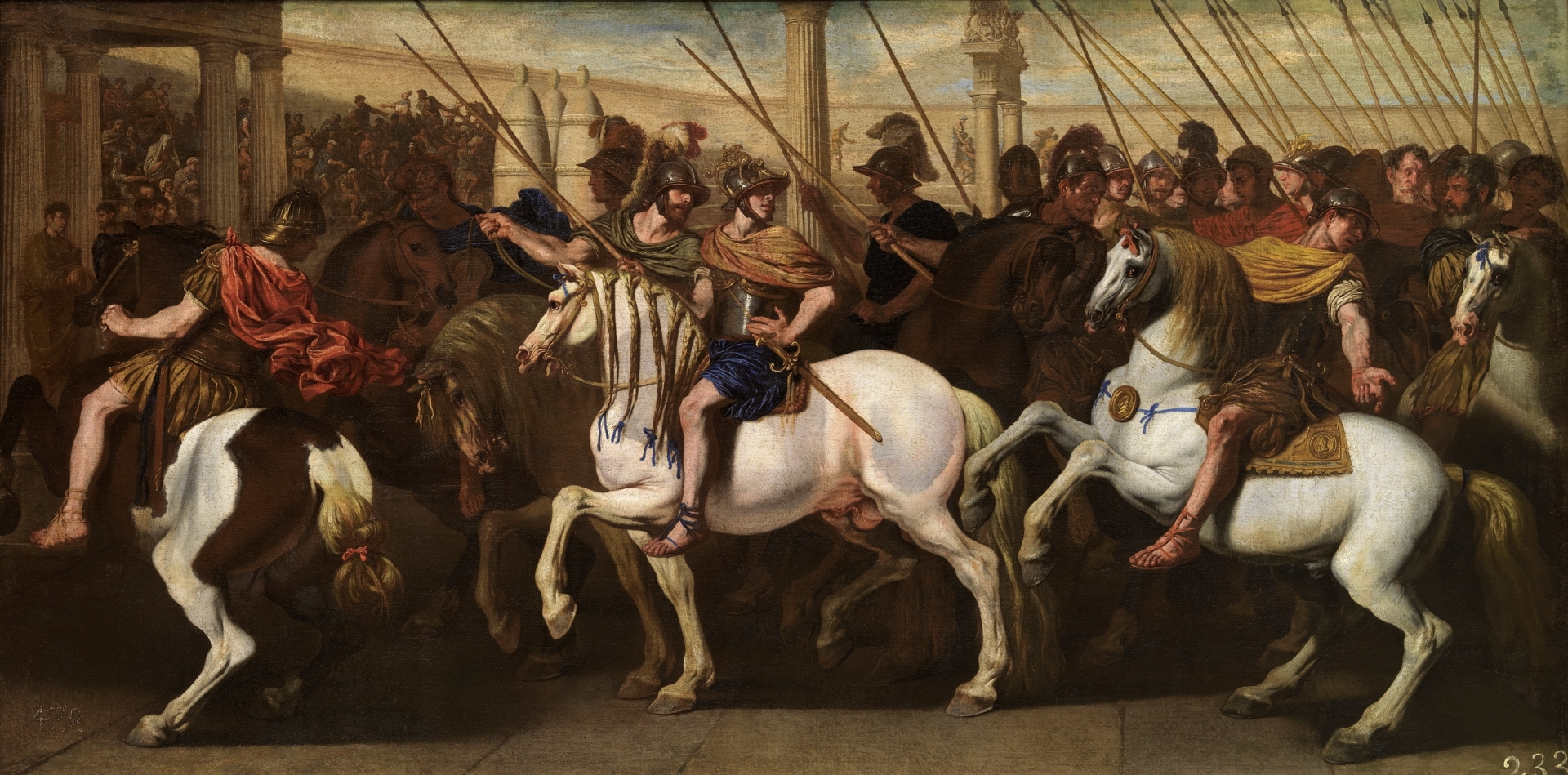
Римские солдаты в цирке. Ок. 1640. Холст, масло. Прадо, Мадрид
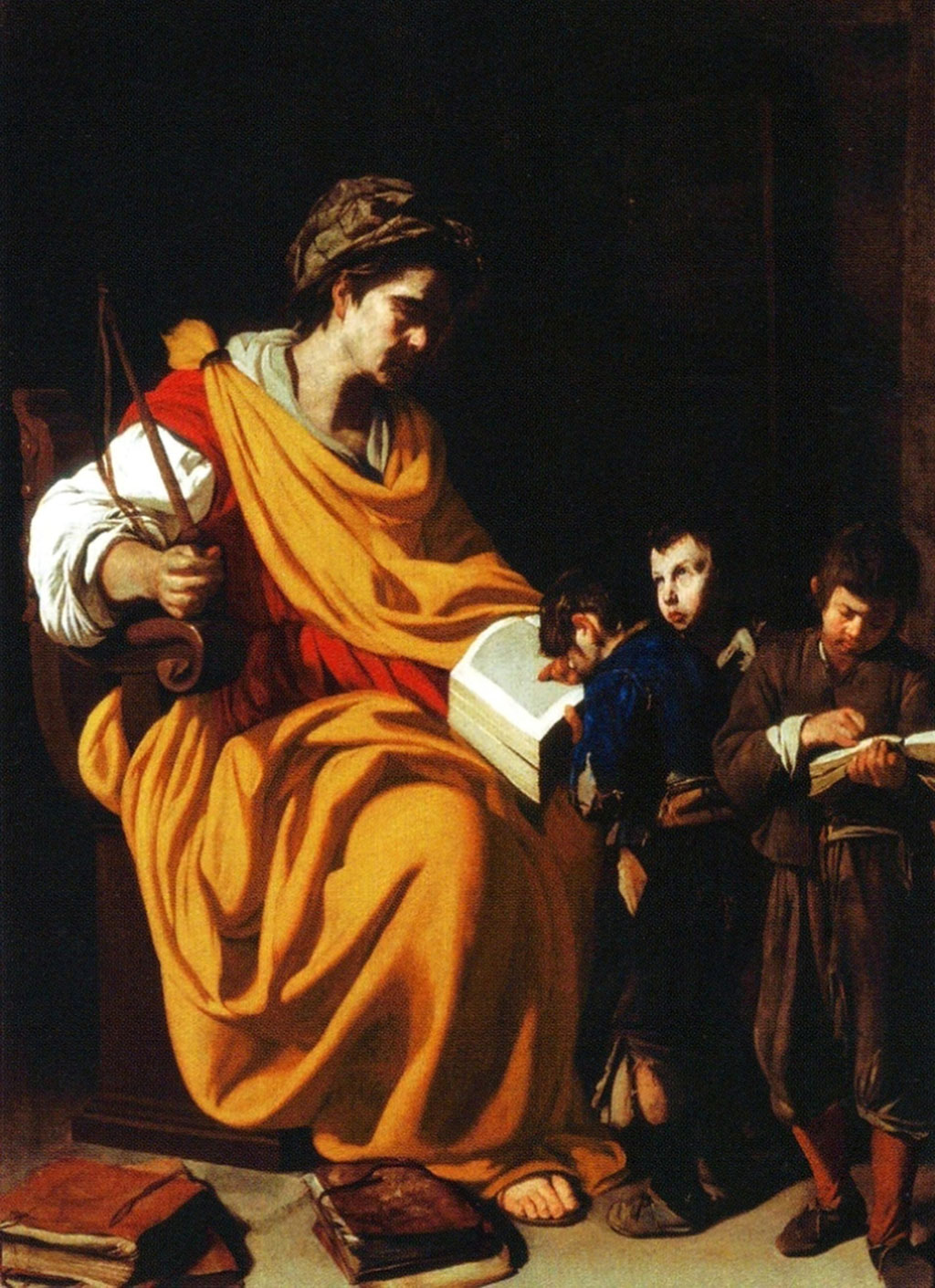
Школьный учитель. Между 1630 и 1656. Холст, масло. Музей Каподимонте, Неаполь
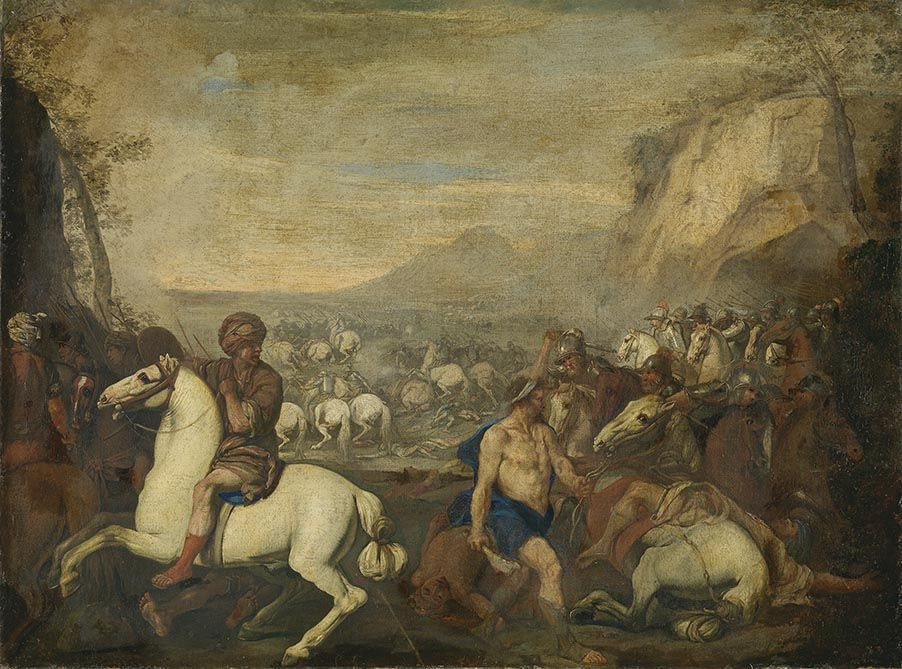
Самсон сражается с филистимлянами. Холст, масло. Старая пинакотека, Мюнхен
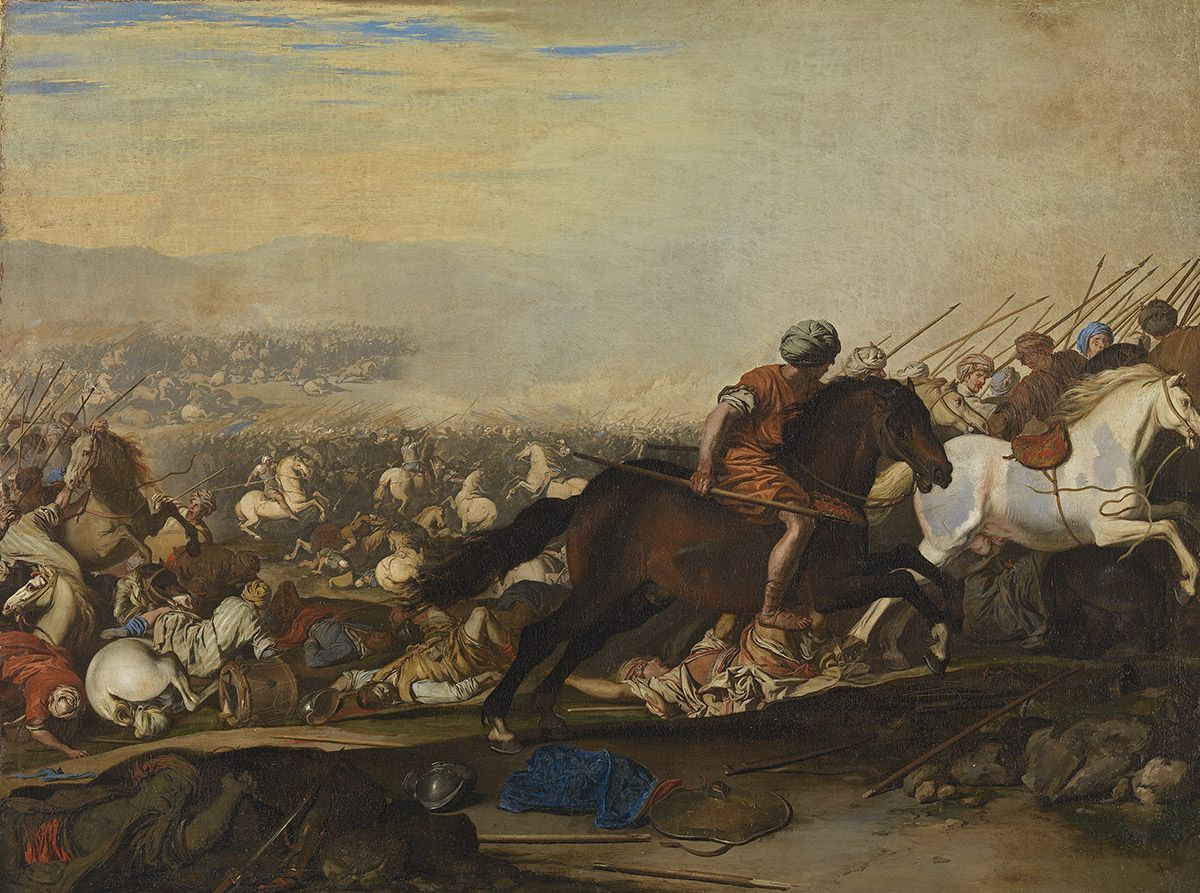
Батальная сцена. Холст, масло. Старая пинакотека, Мюнхен
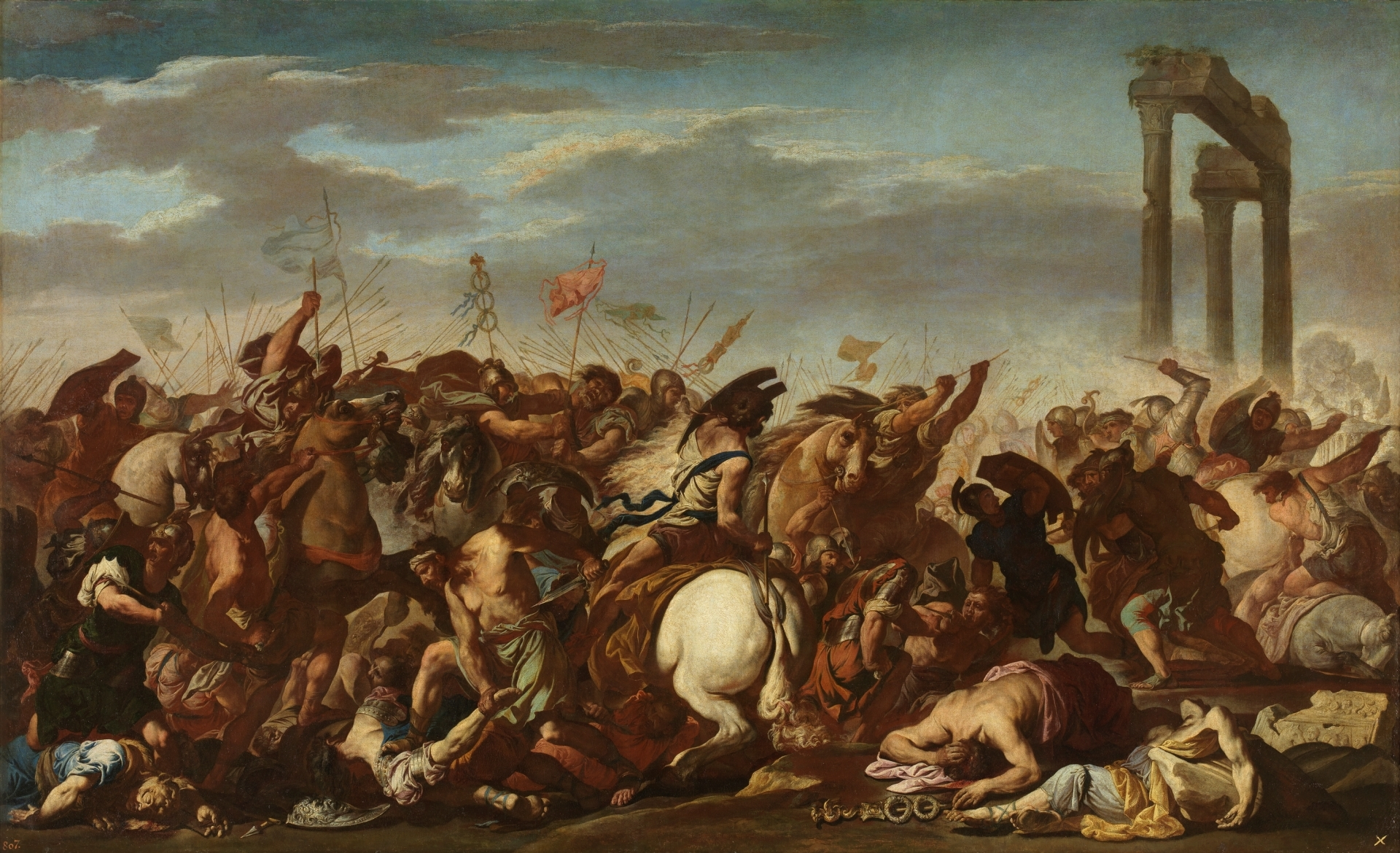
Сцена сражения. Между 1630 и 1665. Холст, масло. Прадо, Мадрид